# Jagoa
Jagoa is een geslacht van rechtvleugeligen uit de familie veldsprinkhanen (Acrididae). De wetenschappelijke naam van dit geslacht is voor het eerst geldig gepubliceerd in 1980 door Popov.

## Soorten
Het geslacht Jagoa  is monotypisch en omvat slechts de volgende soort:
- Jagoa gwynni (Uvarov, 1941)